# Timoteo de Alejandría

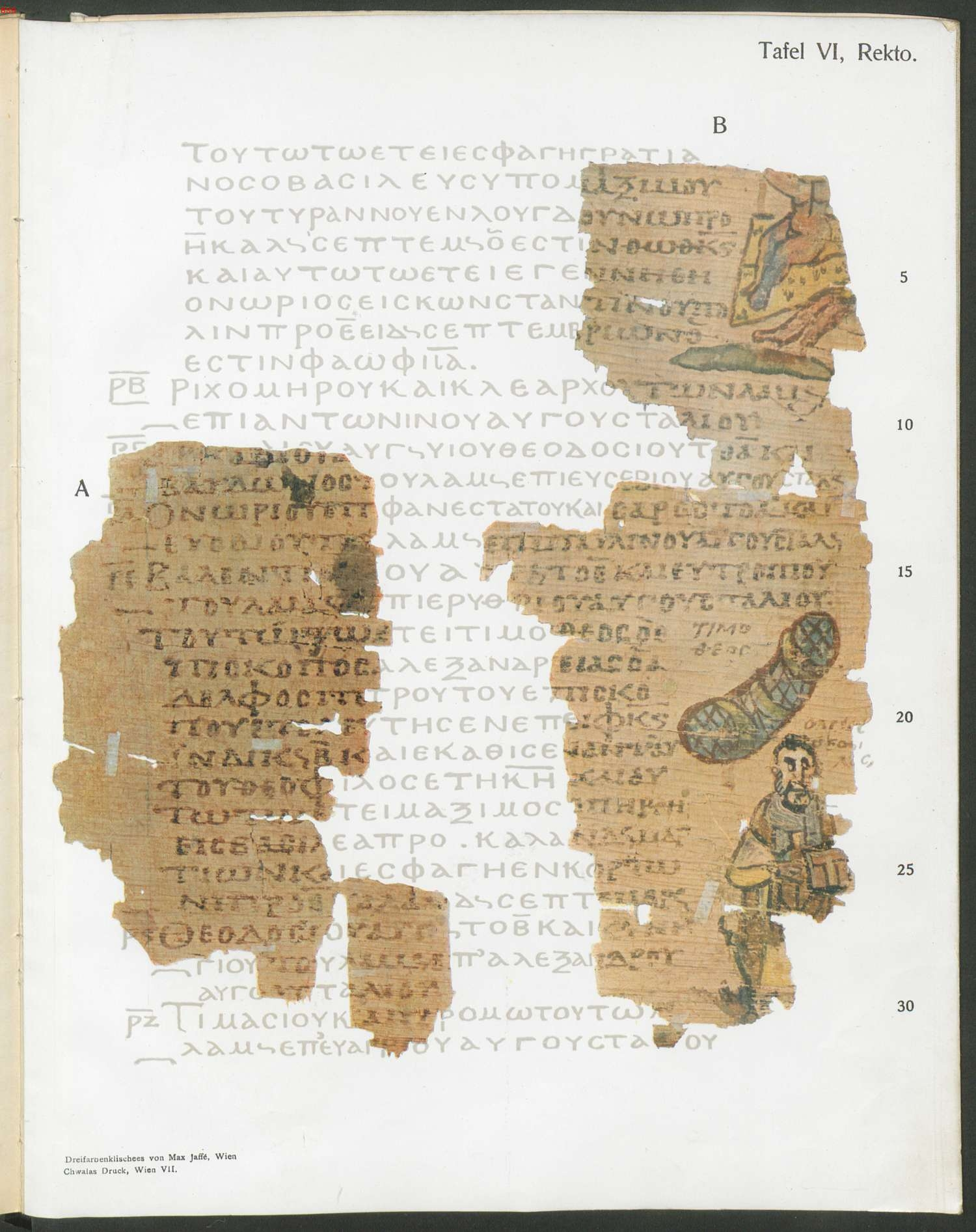
Crónica de 383-389. De arriba abajo, el recién nacido Honorio junto al cuerpo de Máximo, la momia del patriarca Timoteo y una representación de Teófilo. De la Crónica Mundial Alejandrina.

Timoteo I de Alejandría (Timotheus, Τιμόθεος) fue patriarca de Alejandría hasta finales del siglo IV. Destacó por su oposición a Gregorio Nacianceno. Sucedió en la catedral de Alejandría a su hermano Pedro de Alejandría en el año 379. Estuvo presente en el II Concilio Ecuménico, celebrado en Constantinopla del año 381 donde fue uno de los más activos en contra de Gregorio Nacianceno, hecho que va a causar la renuncia de éste y su sustitución por Nectario
Murió en el año 385.
| Predecesor: Pedro II | Arzobispo de Alejandría 380 – 384 | Sucesor: Teófilo |

- Datos: Q1263618